# تترای کاستلو
تترای کاستلو گونه‌ای از تتراسانان و حوضه آمازون بوده و در کشورهای برزیل و پرو یافت می‌شود. نام خاص آن از دریاچه هیانواری در برزیل گرفته شده است. نام‌های رایج دیگری که برای این ماهی بکار برده می‌شوند عبارتند از تترا ژانویه و تترا نئون سبز.

## پراکندگی
تتراهای کاستلو در حوضه آمازون یافت می‌شوندشوند.

## در آکواریوم
تتراهای کاستلو به عنوان سرگرمی در آکواریوم نگهداری می‌شوند. از لحاظ تغذیه ماهی‌های سخت‌گیری نمی‌باشند. آنها طبف گسترده‌ای از غذاها شامل انواع پولکی، گرانول و غذاهای زنده می‌خورند.